# Skoki (Kuźnik)
Skoki – przysiółek wsi Kuźnik w Polsce, położony w województwie lubuskim, w powiecie międzyrzeckim, w gminie Międzyrzecz. Wchodzi w skład sołectwa Kuźnik.
W latach 1975–1998 przysiółek administracyjnie należała do województwa gorzowskiego.